# Asread
Az Asread Co., Ltd. (株式会社アスリード; Kabusikigaisa Aszurído; Hepburn: Kabushikigaisha Asurīdo) japán animációsfilm-stúdió, amelyet 2003 novemberében alapítottak a Xebecből kilépő munkatársak Hiramacu Naoki vezetésével.

## Munkái

### Televíziós animesorozatok
- Shuffle! (2005–2006)
- Shuffle! Memories (2007)
- Ga-Rei: Zero (2008)
- Minami-ke: Okavari (2008)
- Minami-ke: Okaeri (2009)
- Mirai nikki (2011–2012)
- Júsa ni narenakatta ore va sibusibu sósoku o kecui simasita. (2013)
- Big Order (2016)

### OVA-k
- Minami-ke: Becubara (2009)
- Corpse Party: Missing Footage (2012)
- Corpse Party: Tortured Souls (2013)[3]